# Веспрем
Ве́спрем або Біломо́ст (угор. Veszprém, нім. Weißbrunn, словен. Belomost) — місто в Угорщині, адміністративний центр медьє Веспрем.

## Розташування, назва та легенда
Веспрем лежить по обидва боки струмка Шейд, приблизно відстань 110 км від Будапешта (через автомагістралі М7 і дорогою 8).
Назва міста походить від слов'янського слова Безприм, що було спочатку особистим ім'ям. Ян Лоллар вважав, що місто отримало назву від Ves Perunova — село Перуна. Місто засновано принцесою Юдіт (старшою сестрою святого Стефана в Угорщині) що оселилися тут після того як чоловік — Болеслав I король Польщі вигнав її з сином.
Згідно з легендою, Веспрем було засновано на семи пагорбах: Вархєдь, Бєнєдєк-Хєдь, Йєружалєм-Хєдь, Тємєтьохєдь, Дьюладомб, Кальваріа-Домб і Черхат.

## Історія
Anonymus Belæ Regis Notarius  (анонімний нотаріус короля Бели III) писав, що замок вже стояв тут, коли угорці переселились на цю територію. Замок був ймовірно франкською фортецею дев'ятого століття. Замки Веспрем, Естерґом і Секешфехервар, були найбільш ранніми угорськими кам'яними замками, що вже були побудовані під час правління Верховного князя Ґейза, у той час, коли дерев'яні замки були набагато поширенішими.
Веспрем відіграв важливу релігійну роль в боротьбі за те, щоб зробити християнство офіційною релігією Угорщини — Іштван I переміг армію його головного опонента, Коппаня, неподалік Веспрему.
Місто стало першою єпископською резиденцію Угорщини в 1009 і архієпископською резиденцією в 1993. Комітат Веспрем був одним з найбільш ранніх історичних графств Угорщини.
Під час монгольської навали 13-го століття до Угорщини, Веспрем був захищений замком.
Веспрем був улюбленим містом королеви Гизели, дружини святого Стефана. Протягом багатьох століть, королеви Угорщини коронувалися єпископом Веспрема. Місто все ще часто називають Királynék városa — «містом королев».
Веспрем був одним з перших угорських міст що мав університет — студенти вивчали право і мистецтво тут протягом кількох століть. Університет було зруйновано в результаті пожежі в 1276 році. Веспрем став університетським містом знову в 20-м столітті.
Місто переходило з рук до рук австрійців і османів після битви при Могачі в 1526 році і до 1684. Місто було відоме як «Pespirim» і було центром провінції Будин Османської імперії.
Місто було пограбоване турками в 1552 році, але вони не могли підтримувати окупацію: область на північ від озера Балатон залишалася в Угорському королівстві (1538—1867). Замок був зруйнований в 1706 році.
До 1918 року Веспрем під назвою Veszprim (або також Weszprim і Wesprim близько 1850 року, або німецькою Weissbrunn) входив до складу Австрійської монархії.

## Демографія
На основі перепису населення станом на 2001 рік — з 62 851 осіб, 59 490 осіб (94,7 %) назвали себе угорцями, +1055 осіб (1,7 %), німці, 202 осіб (0,3 %) румуни, більше 425 чоловік (0, 7 %) належать до іншої етнічної групи.
З точки зору релігії: 35 795 католиків (57,0 %), 6109 протестантів (9,7 %), лютеран (3,1 %); не належить до жодної церкви або релігійної громади  — 11 944 осіб (19,0 %).